# Aloyse Krebs-Michalesi

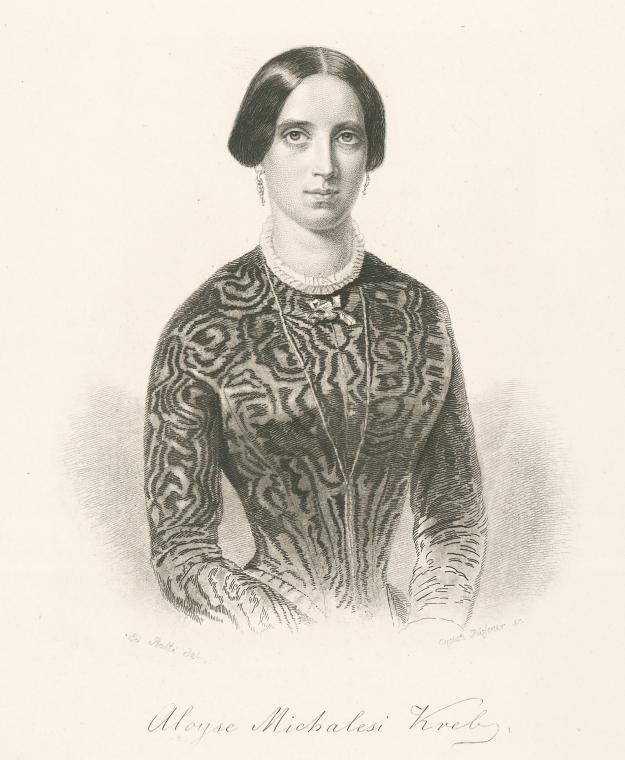
Aloyse Michalesi

Aloyse Krebs-Michalesi, född Michalesi 29 augusti 1824 i Prag, död 5 augusti 1904 i Dresden, var en tysk operasångerska (alt). Hon var gift med Carl August Krebs och mor till Mary Krebs-Brenning.
Michalesi var knuten till scenerna i Hamburg och Dresden; hennes stämmas omfång tillät henne att utföra både sopran- och altpartier, som till exempel Elvira i Don Juan, Fides i Profeten, Ortrud i Lohengrin och Azucena i Trubaduren.